# Oleksandr Doubinsky
Oleksandr Doubinsky, en ukrainien : Олександр Анатолійович Дубінський est un journaliste et homme politique ukrainien.

## Biographie
Il est né le 18 avril 1981 à Kiev. Présentateur sur 1+1, blogueur sur Youtube il est aussi élu de la Rada d'ukraine pour l'oblast de Kiev, journaliste pour Ukrayinska Pravda. Il était à la commission des finances et des taxes douanières de la Rada. 
Placé sous sanction du trésor américain, mais aussi de la fédération de Russie, qui est en guerre avec l'Ukraine, depuis 2021, il est accusé de trahison et arrêté en novembre 2023. Il s'exprime depuis sa prison et explique son expérience de travail avec Zelensky à Glenn Diesen .